# John Langworth
John Langworth, DD foi um padre anglicano inglês no século XVI.
Langworth nasceu em Worcestershire e foi educado no St John's College, em Oxford. Ele viveu em Colchester, Barkway e Wheldrake. Langridge foi arquidiácono de Chichester de 1581 a 1586; e arquidiácono de Wells de 1589 até sua morte em 1613.